# Onthophagus ophion
Onthophagus ophion är en skalbaggsart som beskrevs av Wilhelm Ferdinand Erichson 1847. Onthophagus ophion ingår i släktet Onthophagus och familjen bladhorningar. Utöver nominatformen finns också underarten O. o. confusus.